# Gynoplistia nicholsoni
Gynoplistia nicholsoni là một loài ruồi trong họ Limoniidae. Chúng phân bố ở miền Australasia.